# Acapulco Shore (temporada 2)
La segunda temporada de Acapulco Shore, un programa de televisión mexicano con sede en Acapulco, transmitido por MTV Latinoamérica. Estrenado 19 de mayo de 2015 y culminó el 11 de agosto de ese mismo año luego de 13 capítulos. Los miembros de reparto serían los mismos que la serie anterior, a excepción de Joyce Islas que dejó el programa voluntariamente. Brenda Zambrano fue la nueva miembro de reparto. Esta fue la última temporada en presentar a Brenda Zambrano y Talía loaiza como miembros principales, hasta su regreso en la quinta temporada y sexta temporada respectivamente. Loaiza fue expulsada por sus compañeros,

## Reparto
A continuación los miembros de reparto y su descripción:
- Brenda Zambrano - No tengo limites, ninguno aun.
- Fernando Lozada - ¿Quieres que haga algo?, dime que no puede hacerlo.
- Luis "Potro" Caballero - Yo no tengo defectos, solo soy mala copa.
- Luis "Jawy" Mendez - Todavía me gustan todas, menos gordas.
- Karime Pindter - Hagas lo que hagas, quítate las bragas.
- Manelyk "Mane" González - Todo lo que ves es operado.
- Manuel Tadeo Fernandez - No pues todo está chido no? Por qué todo queda acá.
- Talía Loaiza - La regla del manual es, si no me acuerdo, no pasó.

### Duración del Reparto
| Nombre   | Temporada 2 | Temporada 2 | Temporada 2 | Temporada 2 | Temporada 2 | Temporada 2 | Temporada 2 | Temporada 2 | Temporada 2 | Temporada 2 | Temporada 2 | Temporada 2 |
| Nombre   | 1           | 2           | 3           | 4           | 5           | 6           | 7           | 8           | 9           | 10          | 11          | 12          |
| Brenda   |             |             |             |             |             |             |             |             |             |             |             |             |
| Fernando |             |             |             |             |             |             |             |             |             |             |             |             |
| Jawy     |             |             |             |             |             |             |             |             |             |             |             |             |
| Karime   |             |             |             |             |             |             |             |             |             |             |             |             |
| Mane     |             |             |             |             |             |             |             |             |             |             |             |             |
| Potro    |             |             |             |             |             |             |             |             |             |             |             |             |
| Tadeo    |             |             |             |             |             |             |             |             |             |             |             |             |
| Talía    |             |             |             |             |             |             |             |             |             |             |             |             |
| -------- | ----------- | ----------- | ----------- | ----------- | ----------- | ----------- | ----------- | ----------- | ----------- | ----------- | ----------- | ----------- |

## Episodios
| N.º (total) | N.º (temp.) | Título                       | Estreno en Latinoamérica |
| ----------- | ----------- | ---------------------------- | ------------------------ |
| 13          | 1           | «Agarrate Acapulco»          | 19 de mayo de 2015       |
| 14          | 2           | «Brenda vs. Talía»           | 26 de mayo de 2015       |
| 15          | 3           | «La Chichona de los Perros»  | 2 de junio de 2015       |
| 16          | 4           | «Día de Lucha Libre»         | 9 de junio de 2015       |
| 17          | 5           | «Potro en las alturas»       | 16 de junio de 2015      |
| 18          | 6           | «Dresscode: Desnudos»        | 23 de junio de 2015      |
| 19          | 7           | «Rayar cuadernos ajenos»     | 30 de junio de 2015      |
| 20          | 8           | «El tratado de paz»          | 7 de julio de 2015       |
| 21          | 9           | «La Venganza»                | 14 de julio de 2015      |
| 22          | 10          | «la Flaca se va»             | 21 de julio de 2015      |
| 23          | 11          | «La Votación»                | 28 de julio de 2015      |
| 24          | 12          | «Nos Volveremos a Encontrar» | 4 de agosto de 2015      |
| 25          | 13          | «Reunión»                    | 11 de agosto de 2015     |